# Les Costes-Gozon
Les Costes-Gozon település Franciaországban, Aveyron megyében. Lakosainak száma 165 fő (2022. január 1.). Les Costes-Gozon Broquiès, Calmels-et-le-Viala, Saint-Affrique, Saint-Izaire, Saint-Rome-de-Tarn, Saint-Victor-et-Melvieu és Le Truel községekkel határos.

## Népesség
A település népessége az elmúlt években az alábbi módon változott:
| Lakosok száma | 297  | 257  | 207  | 182  | 175  | 182  | 186  | 185  | 180  | 165  |
|               | 1968 | 1982 | 1990 | 2006 | 2013 | 2015 | 2017 | 2019 | 2020 | 2022 |